# Blåkulla
Blåkulla este o arie protejată (arie specială de conservare — SAC, sit de importanță comunitară — SCI) din Suedia întinsă pe o suprafață de 0,72 ha, integral pe uscat.

## Localizare
Centrul sitului Blåkulla este situat la coordonatele 60°01′19″N 18°28′45″E / 60.022°N 18.4792°E.

## Înființare
Situl Blåkulla a fost declarat sit de importanță comunitară în aprilie 2004 pentru a proteja 1 specie de animale. Situl a fost protejat și ca arie specială de conservare în martie 2011.

## Biodiversitate
Situată în ecoregiunea boreală, aria protejată nu include niciun habitat protejat.
La baza desemnării sitului se află o specie protejată de  nevertebrate: Hypodryas maturna.